# Jarosław Jarząbkowski
Jarosław „pasha“ Jarząbkowski (* 11. April 1988 in Nasielsk) ist ein ehemaliger polnischer E-Sportler in der Disziplin Counter-Strike 1.6 und Counter-Strike: Global Offensive.

## Professionelle E-Sport-Karriere

### Counter-Strike 1.6
Jarząbkowski begann seine Karriere im Jahr 2004, wobei er zunächst für verschiedene kleinere Teams spielte. 2009 räumte er mit der polnischen Nationalmannschaft bei den 2009 European Nations Championship Finals erstmals Preisgelder ab. Daraufhin wurde er in das Team rund um Filip „neo“ Kubski und Wiktor „TaZ“ Wojtas aufgenommen.
2010 konnte er mit dem Team Frag eXecutors die WEG e-Stars 2010 und den WEG e-Stars 2010 - Continental Cup gewinnen. Außerdem konnte er in diesem Jahr die GameGune 2010 auf den zweiten und das ESWC 2010 auf dem vierten Platz beenden.
Im folgenden Jahr gewann er mit Frag eXecutors die Xperia Play 2011 at Copenhagen Games, die WEG e-Stars 2011 und die Samsung Euro Championship 2011. Außerdem erzielte er einen zweiten Platz bei der Intel Extreme Masters V und dem Intel Challenge Super Cup 7. Nachdem er mit seinem Teamkollegen von Oktober bis Dezember unter dem Namen AGAiN gespielt hatte, wechselte das gesamte Team zu ESC Gaming. Er wurde von HLTV als 18. bester Spieler des Jahres gewählt.
Mit seiner neuen Organisation gewann er die World Cyber Games 2011 und die die Intel Extreme Masters VI. Zudem erreichte er das Halbfinale bei der GameGune 2012 und der DreamHack Summer 2012.

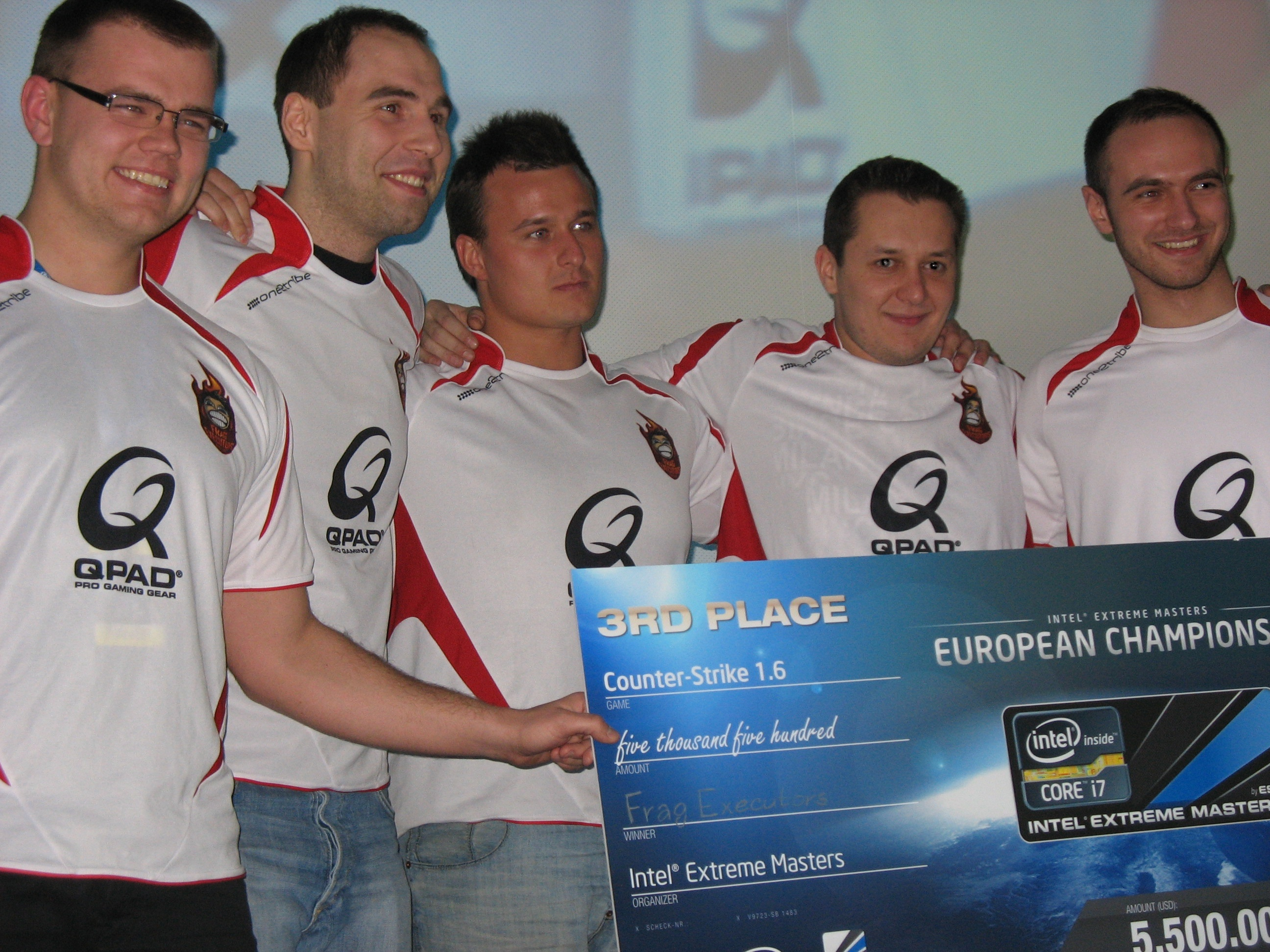
Jarosław „pasha“ Jarząbkowski (Mitte) zu sehen mit Filip „neo“ Kubski, Wiktor „TaZ“ Wojtas, Mariusz „Loord“ Cybulski und Jakub „kuben“ Gurczyński bei den Intel Extreme Masters

### Counter-Strike: Global Offensive
Im September 2012 stieg er mit ESC Gaming von Counter-Strike 1.6 auf Counter-Strike: Global Offensive um. Er erreichte mit seinem ESC Gaming bei der StarLadder StarSeries V, den ESEA Global Finals Season 13 und der StarLadder StarSeries VI den vierten Platz. Im Oktober wechselte er zum Team UniversalSoldiers, für welches er das Major DreamHack Winter 2013 spielte. In seinem ersten Major erreichte er den 9.–12. Platz. Im Dezember konnte er zudem die StarLadder StarSeries VIII gewinnen, welche er mit seinem früheren Teamkollegen unter dem Namen Again spielte. Für seine Leistungen wurde er von HLTV als 19. erstmals in die Liste der zwanzig besten Spieler des Jahres in der Counter-Strike: Global Offensive gewählt und er erhielt bei der StarLadder StarSeries VIII seine erste MVP-Auszeichnung.
Im Januar 2014 wurde Jarząbkowsk von Virtus.pro unter Vertrag genommen. Mit seinem Team konnte er das Major EMS One Katowice 2014 mit einem 2:0-Sieg gegen Ninjas in Pyjamas im März 2014 gewinnen. Für seine Einzelleistung in diesem Turnier erhielt er von HLTV seine zweite MVP-Auszeichnung. Die ESL One: Cologne 2014 beendete er im Viertelfinale, während er bei der DreamHack Winter 2014 den 3.–4. Platz erzielte. Außerdem gewann er in diesem Jahr die Gfinity G3 und die Faceit Spring League 2014. Erneut wurde er von HLTV ist die Liste der besten Spieler gewählt, wobei er diesmal den dritten Platz erzielen konnte.
2015 siegte er bei den CPH Games, der ESEA Season 18, der Cevo Season 7, der ESL ESEA Dubai und der Cevo Season 8. Zudem erzielte er bei der Gfinity Spring Masters 2 und der PGL Season 1 den zweiten Platz. Überdies erreichte er das Halbfinale bei der Faceit Season 1, ESL ESEA Season 1, Gfinity COC und der Faceit Season 3. In den Major-Turnieren ESL One Katowice 2015, ESL One Cologne 2015 erzielte er jeweils den 3.–4. Platz. Die DreamHack Open Cluj⁠-⁠Napoca 2015 beendete auf dem 5.–8. Platz. Dank seiner Einzelleistung erhielt er seine dritte MVP-Auszeichnung.
2016 gewann Jarząbkowski die StarLadder i-League Invitational #1, die Eleague Season 1 und die DreamHack Open Bucharest 2016. Zudem erreichte er den 2. Platz bei der ESL One: New York 2016 und dem Epicenter 2016. Das erste Major 2016, die MLG Major Championship,: Columbus 2016 endete für ihn im Viertelfinale. Die ESL One: Cologne 2016, welche das zweite Major Turnier des Jahres war, beendete er im Halbfinale.
Im folgenden Jahr gewann er die DreamHack Masters Las Vegas 2017 und die Adrenaline Cyber League 2017. Überdies erzielte er den zweiten Platz bei der Epicenter 2017 und der StarLadder i-League Invitational #2. Das  Eleague Major: Atlanta 2017 beendete er nach einer 1:2-Niederlage gegen Astralis auf dem zweiten Platz. Das PGL Major Kraków 2017 endete für ihn, nach einer Niederlage gegen Immortals, im Halbfinale.
2018 erzielte er bei dem V4 Future Sports Festival - Budapest 2018 und CS:GO Asia Championships 2018. Zudem erreichte er das Halbfinale bei der Adrenaline Cyber League 2018 und der Intel Extreme Masters XIII - Shanghai. Im Major Eleague Major: Boston 2018 belegte er den 15.–16. Platz, während er das Faceit Major: London 2018 auf Rang 23.–24. beendete.
Nachdem er Virtus.pro verließ, spielte er einige Monate für das Team Youngsters. Zudem spielte er kurzzeitig für das Team AGO. Seitdem spielt er ohne feste Organisation einzelne Turnieren mit unterschiedlichen Teams.
Mit einem gewonnenen Preisgeld von über 600.000 US-$ gehört er nach Preisgeld zu den fünf erfolgreichsten E-Sportler Polens.

## Erfolge
Dies ist ein Ausschnitt der Erfolge von pasha. Da Counter-Strike in Wettkämpfen stets in Fünfer-Teams gespielt wird, beträgt das persönliche Preisgeld ein Fünftel des gewonnenen Gesamtpreisgeldes des Teams.
| Jahr                             | Platz              | Turnier                                           | Team               | Persönliches Preisgeld |
| Counter-Strike 1.6               | Counter-Strike 1.6 | Counter-Strike 1.6                                | Counter-Strike 1.6 | Counter-Strike 1.6     |
| -------------------------------- | ------------------ | ------------------------------------------------- | ------------------ | ---------------------- |
| 2010                             | 1.                 | WEG e-Stars 2010: King of the Game                | Frag eXecutors     | 3.000.000 ₩            |
| 2011                             | 1.                 | IEM V – World Championship                        | Frag eXecutors     | 03.400 $               |
| 2011                             | 1.                 | Copenhagen Games 2011                             | Frag eXecutors     | 015.000 DKK            |
| 2011                             | 1.                 | WEG e-Stars 2011                                  | Frag eXecutors     | 3.000.000 ₩            |
| 2011                             | 1.                 | WCG Samsung European Championship 2011            | Frag eXecutors     | 03.000 $               |
| 2011                             | 1.                 | WCG 2011                                          | ESC Gaming         | 05.000 $               |
| 2012                             | 1.                 | IEM VI – World Championship                       | ESC Gaming         | 010.000 $              |
| Counter Strike: Global Offensive |                    |                                                   |                    |                        |
| 2014                             | 1.                 | EMS One Katowice 2014                             | Virtus.pro         | 020.000 $              |
| 2014                             | 1.                 | FACEIT Spring League 2014                         | Virtus.pro         | 02.000 $               |
| 2014                             | 1.                 | Gfinity G3 LAN                                    | Virtus.pro         | 04.000 $               |
| 2014                             | 5. – 8.            | ESL One Cologne 2014                              | Virtus.pro         | 02.000 $               |
| 2014                             | 3.                 | ESWC 2014                                         | Virtus.pro         | 02.000 $               |
| 2014                             | 3. – 4.            | DreamHack Winter 2014                             | Virtus.pro         | 04.400 $               |
| 2015                             | 3. – 4.            | ESL One Katowice 2015                             | Virtus.pro         | 04.400 $               |
| 2015                             | 1.                 | Copenhagen Games 2015                             | Virtus.pro         | 02.800 €               |
| 2015                             | 1.                 | ESEA Season 18 LAN                                | Virtus.pro         | 014.000 $              |
| 2015                             | 1.                 | Gfinity Spring Masters II 2015                    | Virtus.pro         | 03.000 $               |
| 2015                             | 2.                 | ESL ESEA Pro League Season 1 EU Division          | Virtus.pro         | 03.300 $               |
| 2015                             | 3. – 4.            | ESL ESEA Pro League Season 1 Finals               | Virtus.pro         | 05.000 $               |
| 2015                             | 1.                 | CEVO Pro Season 7 Finals                          | Virtus.pro         | 06.000 $               |
| 2015                             | 3. – 4.            | ESL One Cologne 2015                              | Virtus.pro         | 04.400 $               |
| 2015                             | 1.                 | ESL ESEA Pro League Dubai Invitational 2015       | Virtus.pro         | 020.000 $              |
| 2015                             | 3. – 4.            | Gfinity Champion of Champions 2015                | Virtus.pro         | 02.000 $               |
| 2015                             | 2.                 | PGL CS:GO Season 1 – Finals                       | Virtus.pro         | 04.000 $               |
| 2015                             | 1.                 | Crown’s Counter-Strike Invitational               | Virtus.pro         | 07.000 A$              |
| 2015                             | 1.                 | Azubu.tv Showmatch #1                             | Virtus.pro         | 02.000 $               |
| 2015                             | 5. – 8.            | DreamHack Cluj-Napoca 2015                        | Virtus.pro         | 02.000 $               |
| 2015                             | 1.                 | CEVO CS:GO Season 8 LAN Finals                    | Virtus.pro         | 08.000 $               |
| 2016                             | 5. – 8.            | IEM X – World Championship                        | Virtus.pro         | 02.600 $               |
| 2016                             | 3. – 4.            | Counter Pit League Season 2                       | Virtus.pro         | 02.080 $               |
| 2016                             | 5. – 8.            | MLG Major Championship: Columbus 2016             | Virtus.pro         | 07.000 $               |
| 2016                             | 5. – 8.            | DreamHack Masters Malmö 2016                      | Virtus.pro         | 02.000 $               |
| 2016                             | 3. – 4.            | CEVO Gfinity Pro-League Season 9 Finals           | Virtus.pro         | 02.500 $               |
| 2016                             | 1.                 | Star Ladder i-League Invitational                 | Virtus.pro         | 010.000 $              |
| 2016                             | 1.                 | Adrenaline Open Cyber Cup – Showmatch             | Virtus.pro         | 06.000 $               |
| 2016                             | 3. – 4.            | ESL One Cologne 2016                              | Virtus.pro         | 014.000 $              |
| 2016                             | 1.                 | Eleague Season 1                                  | Virtus.pro         | 080.000 $              |
| 2016                             | 1.                 | DreamHack Bucharest 2016                          | Virtus.pro         | 010.000 $              |
| 2016                             | 2.                 | ESL One New York 2016                             | Virtus.pro         | 010.000 $              |
| 2016                             | 2.                 | EPICENTER 2016 – Finals                           | Virtus.pro         | 020.000 $              |
| 2016                             | 5. – 8.            | Eleague Season 2                                  | Virtus.pro         | 010.000 $              |
| 2017                             | 3.                 | WESG 2017                                         | Virtus.pro         | 040.000 $              |
| 2017                             | 2.                 | Eleague Major: Atlanta 2017                       | Virtus.pro         | 030.000 $              |
| 2017                             | 1.                 | DreamHack Masters Las Vegas 2017                  | Virtus.pro         | 040.000 $              |
| 2017                             | 1.                 | Adrenaline Cyber League 2017                      | Virtus.pro         | 013.000 $              |
| 2017                             | 3. – 4.            | PGL Major: Kraków 2017                            | Virtus.pro         | 014.000 $              |
| 2017                             | 2.                 | Epicenter 2017                                    | Virtus.pro         | 020.000 $              |
| 2017                             | 2.                 | Star Ladder & i-League Invitational Shanghai 2017 | Virtus.pro         | 07.000 $               |
| 2018                             | 2.                 | V4 Future Sports Festival 2018                    | Virtus.pro         | 020.000 $              |
| 2018                             | 2.                 | CS:GO Asia Championships 2018                     | Virtus.pro         | 012.000 $              |
| 2018                             | 3. – 4.            | IEM Season XIII - Shanghai                        | Virtus.pro         | 04.400 $               |

## Auszeichnungen
- 2011: Platz 18 der HLTV.org Bestenliste[3]
- 2013: Platz 19 der HLTV.org Bestenliste[4]
- 2014: Platz 3 der HLTV.org Bestenliste[6]

## Streaming
Pasha streamt seit Mai 2014 regelmäßig auf dem Streamingportal Twitch. Er spielt dabei häufig mit seinen Unterstützern und mit anderen professionellen CS:GO-Spielern. Sein Stream ist für die Running Gags „my friend“ und „biceps is always with you“ bekannt, welche er wiederkehrend in sein gebrochenes Englisch einbaut. Über Twitch erreichen Jarosław Jarząbkowski Spenden, welche bis in den fünfstelligen Bereich (in US-Dollar) gehen. Von August 2020 bis August 2022 war Jarząbkowski Streamer für die Organisation Team Liquid.

## Sonstiges
Jarosław Jarząbkowski ist verheiratet und hat zwei Töchter. Nachdem er 2021 verkündete Mixed Martial Arts betreiben zu wollen, debütierte er im Februar 2022 in der High League.